# Sonja Vidén
Sonja Astrid Vidén, född 6 september 1940 i Sundsvall, är en svensk arkitekt.
Vidén avlade arkitektexamen vid Kungliga Tekniska högskolan i Stockholm 1965, utexaminerades från Kungliga Konsthögskolan 1972, blev teknologie doktor vid Kungliga Tekniska högskolan 1994 på avhandlingen Stadsförnyelse och bostadsombyggnad: att söka kunskap för varsam förbättring och docent där 1997. Hon har varit anställd inom området bostadsbebyggelsens ombyggbarhet (BOOM-gruppen) vid Kungliga Tekniska högskolan. Hon har även tillhört forskargruppen Bo i Gemenskap (BIG-gruppen) rörande kollektivhus.